# 褐毛海桐
褐毛海桐（学名：Pittosporum fulvipilosum）为海桐花科海桐花属下的一个种。

## 扩展阅读
- 維基物種上的相關：褐毛海桐